# David Fischer
David Fischer, född 19 februari 1988 i Minneapolis, är en amerikansk före detta professionell ishockeyspelare (back).